# 庞巴迪 Innovia APM 100 C801A
庞巴迪Innovia APM 100 C801A （APM 100）是庞巴迪运输公司为武吉班让轻轨所建造的旅客捷运系统（APM）。 这些火车主要用于城镇中的机场连接和轻轨，由自动火车控制（ATC）操作，使其完全自动且无人驾驶。 与传统的轨道相比，橡胶轮胎和混泥土轨道的效果极为安静。 
到2014年，这批火车将使武吉班让轻轨线的运力增加50％。  截至2015年9月4日，所有火车都正式开始营业。

## 总览
为了防止武吉班让轻轨线人满为患， SMRT 购买了13列新火车，从而使车队容量增加了50％。 第一辆火车于2014年6月15日交付，编号为 120 。 它于2014年11月19日开始服役，到2015年9月4日，所有13列火车车厢均已服役。 但是，截至2019年3月（拆卸月份），有2辆火车车被送回加拿大，用于新信号设备的翻新工程。 一旦完成对2辆火车的改装，其余11辆火车将在当地完成。 

## 外观设计
就推进电动机的声音而言，C801A列车与C801列车相似。 明显的区别来自新一批火车的空气动力学设计。
- 与具有矩形大灯的C801火车相比，C801A火车具有圆形大灯。
- 挡风玻璃和窗户为灰色，与C801绿色窗户不同。
- 这些火车的设计也更加精简，也是首批采用新SMRT涂装的火车。
- 打开门时，它们会发出橙色光。
- 火车上有挡风玻璃刮水器，可在下雨天擦拭。 （但是，它很少使用。）
- 所使用的大灯是明亮的白色LED，而C801使用的是旧的白炽灯泡。

## 室内设计
C801A火车在内部外观上与C801火车相似。 
- 火车的座位颜色为红色（优先座位）和黄色。 座位的布置是相同的，而C801是完全绿色的。
- 符合人体工学的座椅轮廓，在汽车的每个末端都有两个优先座椅。
- 已安装了其他手柄，以鼓励人们向汽车中央移动。
- 火车还配备了更新的火车旅行信息系统（TTIS），并在每次发布之前发出提示音。
- 在两节轿厢操作期间，由于中间没有人行通道，因此乘客无法穿过另一节车厢。 唯一的方法是从一辆车下车然后登上另一辆车。
- 在火车的每一端，乘客可以坐下来观看风景。
- 乘客可以坐在汽车的两端，以容纳更多的座位空间。

## 列车编號
收入服务中C801A的配置为M。 
列车车厢在服务期间最多可耦合2辆车。 
火车的车号范围从120到132。 铁路运营商SMRT火车为各个轿厢分配了三位数的序列号。 火车由一辆汽车组成。 例如，集合120是汽车120。 
- 第一位数字始终为1。
- 第二和第三位数字标识车号。 
  - 庞巴迪运输集团制造了120-132套。

## 附加功能
- 一些列车车厢装有闭路电视。[來源請求]